# ストックホルム水大賞
ストックホルム水大賞（Stockholm Water Prize）は、水関連の優れた業績を表彰する年次賞である。過去30年以上にわたり、受賞者は世界各地から選ばれ、水分野における多様な職業、専門、活動を代表している。
世界の水資源の保全・保護、または人類や生態系の健康と福祉に貢献する水環境の改善に広く寄与する活動や個人・団体が、ストックホルム水賞の候補としてノミネートされる。
1991年に始まり、毎年3月22日の国連世界水の日に受賞者が発表され、8月のストックホルム世界水週間中にストックホルム市庁舎で開催される王室授賞式と晩餐会で表彰される。式典では、スウェーデン国王カール16世グスタフ（賞の後援者）から受賞者に賞が授与される。
賞はストックホルム水財団が創設・資金提供し、ストックホルム国際水問題研究所（SIWI）が運営する。賞金は15万米ドルと、オレフォス製のクリスタル彫刻が贈られる。
また、ストックホルムジュニア水賞もSIWIが運営し、ストックホルム世界水週間中に授与される。

## 過去の受賞者と公式選考理由
- 2025年：ギュンター・ブロシュル（オーストリア）[1]

- 2024年：沖大幹（日本）[2]

- 2023年：アンドレア・リナルド（イタリア）

「水文学、河川地形学、疫学など複数の学術分野に大きな影響を与えた画期的な業績。生物多様性の保護と疾病の拡散防止に活用されている。」
- 2022年：ウィルフリード・ブルツァート（アメリカ）

「環境蒸発の定量化に関する先駆的業績。気候変動が地域の降雨パターンや水源に与える影響の正確な予測を可能にし、陸域蒸発の世界的権威として知られる。」
- 2021年：サンドラ・ポステル（アメリカ）

- 2020年：ジョン・チェリー（カナダ）

「地下水汚染物質の移動に関する研究と、地下水モニタリング・浄化技術の開発。地下水研究に革命をもたらし、1990年代に米国や他国で新たな地下水浄化ガイドラインが採用された。」
- 2019年：ジャッキー・キング（南アフリカ）

「世界的な河川管理への貢献。水資源開発のコストと利益を分析する手法を開発し、環境流量の考慮を強調。国境を越えた水管理の意思決定者への提言で知られる。」
- 2018年：ブルース・リットマン、マーク・ファン・ロースドレヒト（アメリカ、オランダ）

「水・廃水処理の革新。有害汚染物質の除去、処理コストの削減、エネルギー消費の低減、化学物質や栄養素の回収・リサイクルを可能にした。」
- 2017年：スティーヴン・マッカフリー（アメリカ）

「国際水法の進化と実現への比類なき貢献。国際水資源法の先駆者として知られる。」
- 2016年：ジョアン・ローズ（アメリカ）

「水関連微生物学、水質、公共衛生の分野で不確実性を乗り越え、先端科学から実践的な応用まで幅広く貢献。清潔な水と健康への挑戦に取り組む稀有な才能。」
- 2015年：ラジェンドラ・シン（インド）

「水問題は科学や技術だけで解決できない。ガバナンス、政策、リーダーシップ、社会的回復力が必要。地域の水問題を参加型行動、女性のエンパワーメント、伝統的知識と科学的アプローチの統合で解決。」
- 2014年：ジョン・ブリスコ（アメリカ）

「グローバルおよび地域の水管理への比類なき貢献。幅広いテーマ、地理的範囲、制度的環境で、何百万もの人々の生活と生計を改善。」
- 2013年：ピーター・モーガン（ジンバブエ）

「衛生改善と水技術を通じて何百万もの人々の健康と命を守る業績。低コストで実際的なソリューションを開発・普及。」
- 2012年：国際水管理研究所（スリランカ）

「農業水管理の第一人者。新たな政策と投資を導き、食糧安全保障、経済発展、環境健康を向上。」
- 2011年：スティーヴン・R・カーペンター（アメリカ）

「生態学研究の指導者。社会生態学的文脈での水生資源管理に貢献。」
- 2010年：リタ・R・コルウェル（アメリカ）

「コレラ予防や水関連公衆衛生問題の解決への貢献。微生物学、数学、遺伝学、リモートセンシングを活用。」
- 2009年：ビンデシュワール・パタック（インド）

「衛生分野での幅広い業績。公衆衛生、社会進歩、人権の向上に寄与。」
- 2008年：ジョン・アンソニー・アラン（イギリス）

「仮想水概念の開発。水問題と農業、気候変動、経済、政治の関連を解明。」
- 2007年：ペリー・マッカーティ（アメリカ）

「水・廃水システム設計の科学的アプローチの確立。環境バイオテクノロジーの基礎を定義。」
- 2006年：アシット・K・ビスワス（メキシコ）

「グローバルな水資源問題への多面的貢献。研究、教育、管理、国際関係で活躍。」
- 2005年：科学環境センター（スニタ・ナライン監督）（インド）

「水管理の知識の回復と生成。コミュニティベースの持続可能な資源管理を推進。」
- 2004年：スヴェン・エリック・ヨルゲンセン、ウィリアム・J・ミッチ（デンマーク、アメリカ）

「湖沼・湿地の生態モデルの開発と普及。持続可能な水資源管理のツールを提供。」
- 2003年：ペーター・A・ウィルデラー（ドイツ）

「水・廃水管理の統合的アプローチの開発と実証。基礎研究から技術実装まで貢献。」
- 2002年：イグナシオ・ロドリゲス＝イトゥルベ（アメリカ）

「地表水文学への持続的貢献。地球科学としての水文学の発展を牽引。」
- 2001年：浅野孝（アメリカ）

「再生水の再利用・リサイクルに関する理論的・実際的貢献。世界的な普及を促進。」
- 2000年：カデル・アスマル（南アフリカ）

「南アフリカの水管理におけるビジョン、立法、実践の開発に尽力。」
- 1999年：ヴェルナー・シュトゥム、ジェームズ・J・モーガン（スイス、アメリカ）

「水環境の化学反応の理解に貢献。廃水・飲料水処理技術の開発を支援。」
- 1998年：ゲデオン・ダガン（イスラエル）

「地下水文学の新分野を確立。地下環境の汚染拡散を考慮した研究。」
- 1997年：ピーター・S・イーグルソン（アメリカ）

「動的水文学と生態水文学のモデル開発における業績。」
- 1996年：ヨルグ・インバーガー（オーストラリア）

「湖沼、河口、沿岸海域の混合・輸送の理解と水質への影響に関する貢献。」
- 1995年：ウォーターエイド（ジョン・レーン指導）（イギリス）

「世界の最貧国で300万人以上に水・衛生施設を提供。」
- 1994年：久保武（日本）

「アジアとヨーロッパの国々間の橋渡し活動。」
- 1993年：マドハフ・アトマラム・チタレ（インド）

「東南アジアの水保全と公教育プログラムでの業績。」
- 1992年：デンマーク工科大学環境工学部（ポール・ハレモース指導）（デンマーク）

「水浄化、汚染地下水、保護技術の研究。」
- 1991年：デビッド・W・シンドラー（カナダ）

「淡水湖の過剰栄養化と酸性化の研究。全体湖実験によるエコシステムアプローチ。」